# La ville allume les lumières
Pour plus de détails, voir Fiche technique et Distribution.
La ville allume les lumières (Город зажигает огни) est un film soviétique réalisé par Vladimir Venguerov, sorti en 1958,.

## Fiche technique
- Photographie : Genrikh Marandjian
- Musique : Oleg Karavaïtchouk
- Décors : Viktor Volin